# 雷迪烏鄉 (雅西縣)
47°13′N 27°31′E / 47.217°N 27.517°E
雷迪烏鄉（羅馬尼亞語：Comuna Rediu, Iași），是羅馬尼亞的鄉份，位於該國東北部，由雅西縣負責管轄，面積42平方公里，海拔高度83米，2007年人口3,921，人口密度每平方公里94人。